# 三島村 (愛媛県西宇和郡)
三島村（みしまむら）は、1954年（昭和29年）まで愛媛県西宇和郡にあった村である。
現在の西予市の最西部に位置する農漁村であった。昭和の合併で三瓶町、さらに平成の合併で西予市となり現在に至っている。

## 地理
現在の西予市の最西部。西は宇和海に面しており、北は三瓶町に、東は東宇和郡宇和町に、南は高山村に接しているが、東と南は山々が広がっている。
- 島 福島、ミツクリ島（水作島とも書く）、高島、小高島（いずれも無人島）
- 川 三島川

地名の由来
三瓶湾に浮かぶ、福島、ミツクリ島、高島の3つの島にちなむという説と、三島神社に由来するものとする説とがある。

## 歴史
藩政期
- はじめ宇和島藩領。宇和島藩と伊予吉田藩との領地交換により、蔵貫村は宇和島藩に他は伊予吉田藩に属することとなった。下泊浦は宇和島藩の参勤の際の停泊地であった。

明治以降
- 1889年（明治22年）12月15日 - 町村制・市制施行。有太刀浦、蔵貫浦、蔵貫村、皆江村、下泊浦の5つの村の合併により三島村となる。
- 1911年（明治44年） - 宇和島運輸の八幡浜-宇和島航路の周木、二及、垣生各港への寄航始まる。
- 昭和初期 - 三瓶町と結ぶ県道が当村までつながる。
- 1954年（昭和29年） - 下泊-八幡浜の路線バス開通。
- 1955年（昭和30年）1月1日 - 二木生村・三瓶町、および双岩村大字和泉および大字布喜川の一部との合併により三瓶町となる。

```
三島村の系譜
（町村制実施以前の村）　（明治期）
　　　　　　　　　　　　町村制施行時
朝立　　　━━━━┓
津布　　　━━━━┫　　　　　　　　　　町制施行（大正10年9月3日）
安土　　　━━━━╋━　三瓶村  ━━━　三瓶町　━━┓
有綱代　　━━━━┛　　　　　　　　　　　　　　　　┃
　　　　　　　　　　　　　　　　　　　　　　　　　　┃
周木　　　━━━━┓　　　　　　　　　　　　　　　　┃
二及　　　━━━━╋━　二木生村　━━━━━━━━━┫
垣生　　　━━━━┛　　　　　　　　　　　　　　　　┃
　　　　　　　　　　　　　　　　　　　　　　　　　　┣━━　三瓶町
有太刀　　━━━━┓　　　　　　　　　　　　　　　　┃（昭和30年1月1日）
蔵貫　　　━━━━┫　　　　　　　　　　　　　　　　┃
皆江　　　━━━━╋━━　三島村　━━━━━━━━━┫
下泊　　　━━━━┛　　　　　　　　　　　　　　　　┃
　　　　　　　　　　　　　　　　　　　　　　双岩村大字和泉及び布喜川の一部

（注記）三瓶町の平成の合併の系譜については、三瓶町の記事を参照のこと。

```

## 地域
明治の合併前の村である、有太刀浦（あらたちうら）、蔵貫浦（くらぬきうら）、蔵貫村（くらぬきむら）、皆江村（みなえむら）、下泊浦（しもどまりうら）の5つの旧村がそのまま大字となった。蔵貫浦が村の中心地であった。

## 行政
役場
大字蔵貫浦に置かれていた。

## 産業
農業
米、麦のほか、甘藷芋、繭、薪等を産した。三島川に沿って米作が行なわれていた。
漁業
当村の地域は藩政期から鰯漁が盛んであったが、特に下泊浦で盛んであった。

## 交通
鉄道はない。海岸線に沿っている村道（後の主要地方道八幡浜三瓶吉田線、今日の国道378号）が、昭和初期に三瓶町との間に開通した。昭和20年代末に八幡浜市と結ぶ路線バスも開通した。
当村を含む宇和海沿岸の浦は、海上交通が重要な役割を担い、明治40年代には宇和島運輸の八幡浜-宇和島航路が各浦に寄航していた。